# Litophasia sulcifacies
Litophasia sulcifacies är en tvåvingeart som beskrevs av Dear 1980. Litophasia sulcifacies ingår i släktet Litophasia och familjen parasitflugor. Inga underarter finns listade i Catalogue of Life.